# نادي جوينفيل
نادي جوينفيل الرياضي (بالبرتغالية: Joinville Esporte Clube) نادي كرة قدم برازيلي . تم تأسيس النادي في سنة 1976 .